# 阿罗黑德法姆斯
阿罗黑德法姆斯（英語：Arrowhead Farms）是位於美國加利福尼亞州聖貝納迪諾縣的一個非建制地區。該地的面積和人口皆未知。

## 地理
阿罗黑德法姆斯的座標為34°17′02″N 117°30′03″W / 34.28389°N 117.50083°W，而該地的平均海拔高度為419米（即1375英尺）。